# Grass Range (Montana)
Grass Range es un pueblo ubicado en el condado de Fergus en el estado estadounidense de Montana. En el Censo de 2010 tenía una población de 110 habitantes y una densidad poblacional de 283,14 personas por km².

## Geografía
Grass Range se encuentra ubicado en las coordenadas 47°1′35″N 108°48′11″O / 47.02639, -108.80306. Según la Oficina del Censo de los Estados Unidos, Grass Range tiene una superficie total de 0.39 km², de la cual 0.39 km² corresponden a tierra firme y (0%) 0 km² es agua.

## Demografía
Según el censo de 2010, había 110 personas residiendo en Grass Range. La densidad de población era de 283,14 hab./km². De los 110 habitantes, Grass Range estaba compuesto por el 99.09% blancos, el 0% eran afroamericanos, el 0% eran amerindios, el 0% eran asiáticos, el 0% eran isleños del Pacífico, el 0% eran de otras razas y el 0.91% pertenecían a dos o más razas. Del total de la población el 0% eran hispanos o latinos de cualquier raza.